# Національний день Ісландії
Національний день Ісландії (ісл. Lesbók Morgunblaðsins) щорічно відзначається 17 червня. Це був день народження Йона Сігурссона. Його день народження вперше відзначили публічними зібраннями у 1907 році, але перший загальнонаціональний день пам'яті відбувся у сторіччя 17 червня 1911 року. Тоді ж засновано Ісландський університет. Після цього спортивні організації відзначили цей день. 17 червня 1944 прку обрано днем заснування республіки. Відтоді це офіційне національне свято та державний вихідний.
Національні святкові пісні «У кого краща батьківщина» та «Батьківська земля» часто співаються, коли вшановують батьківщину. У текстах пісень урочисто йдеться про батьківщину.

## Галерея

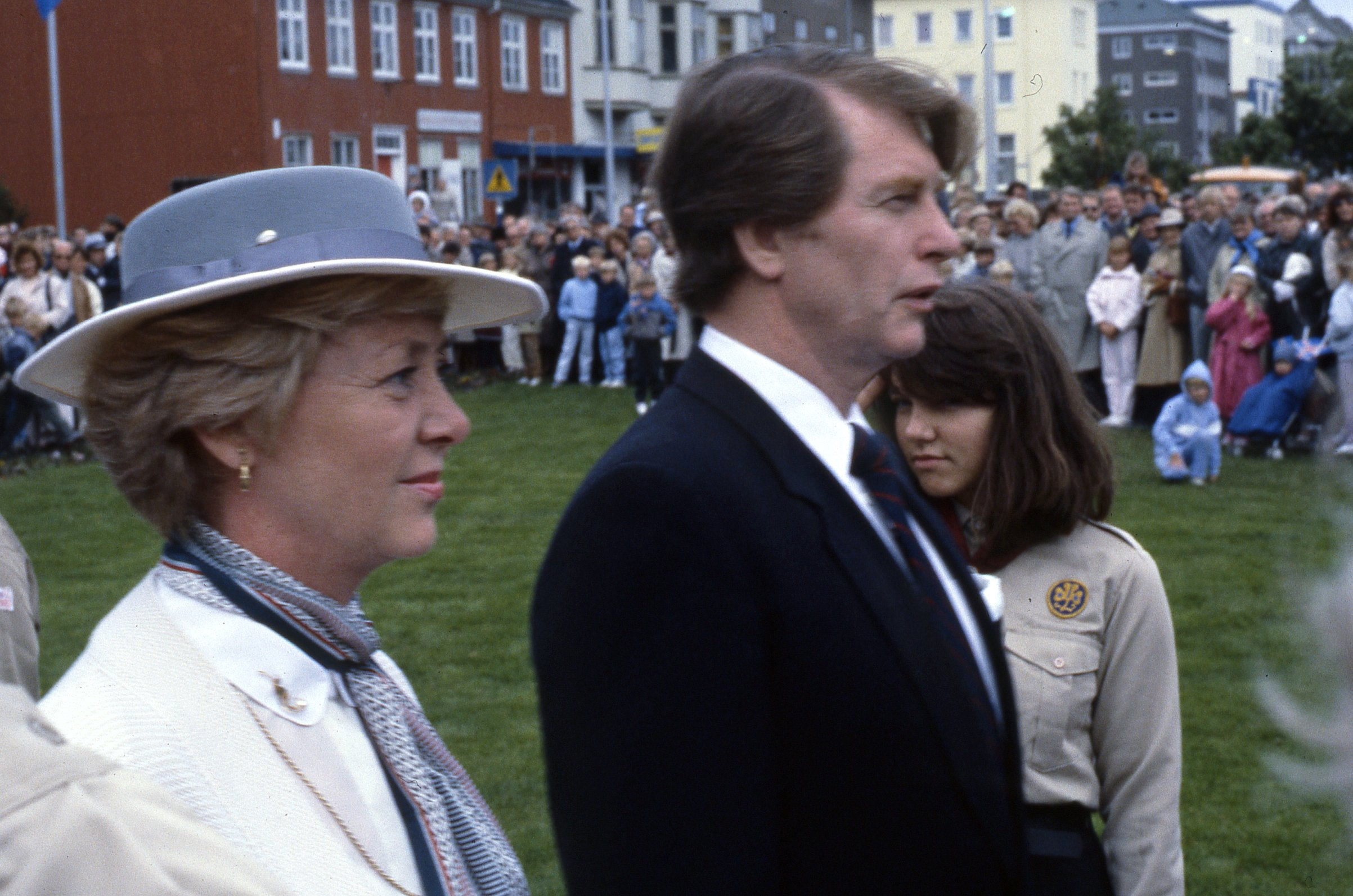
Президент Ісландії Віґдіс Фіннбоґадоуттір та прем'єр-міністр Ісландії Стейнгрімюр Германнссон, 1985 рік
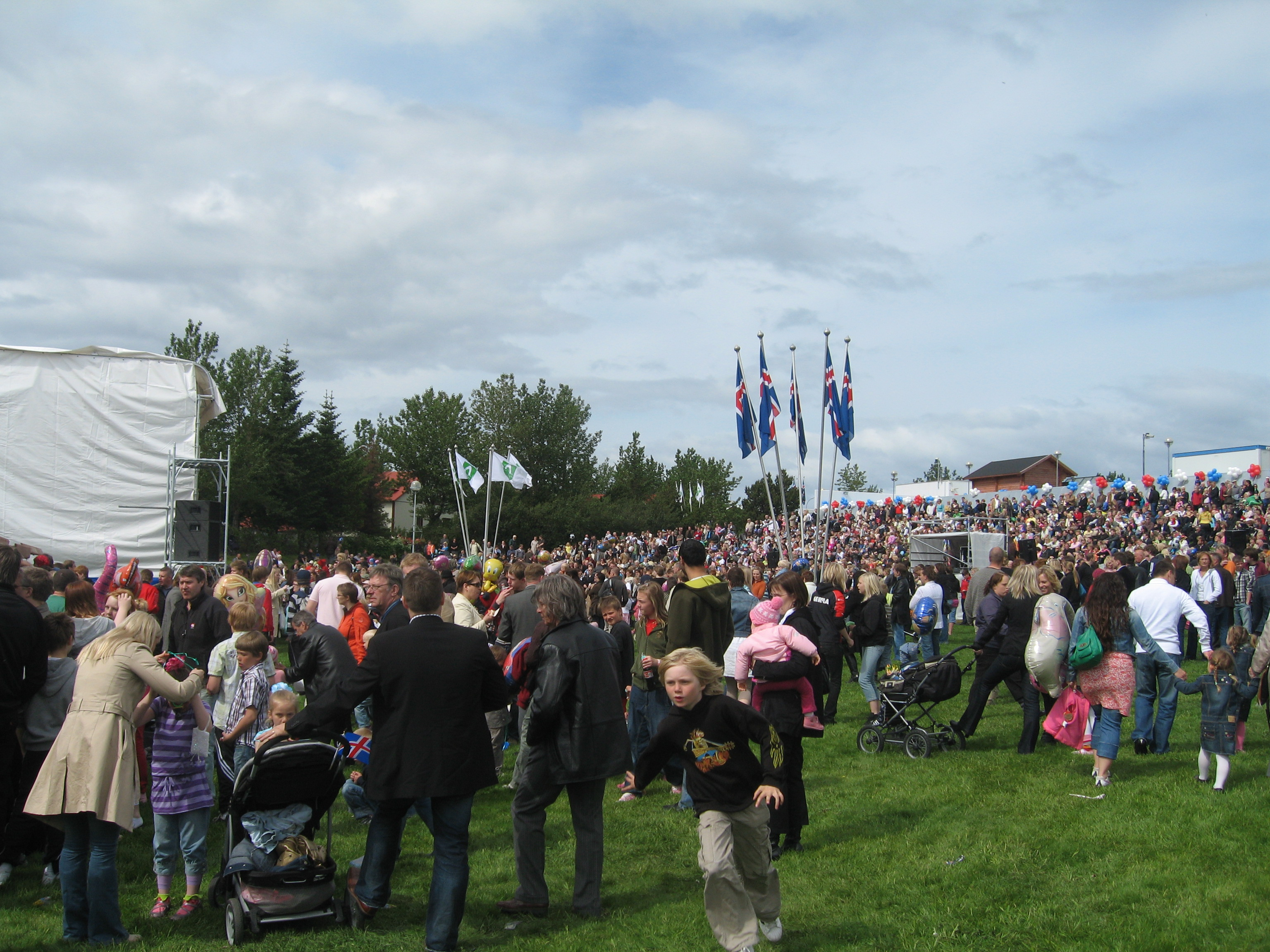
2007 рік
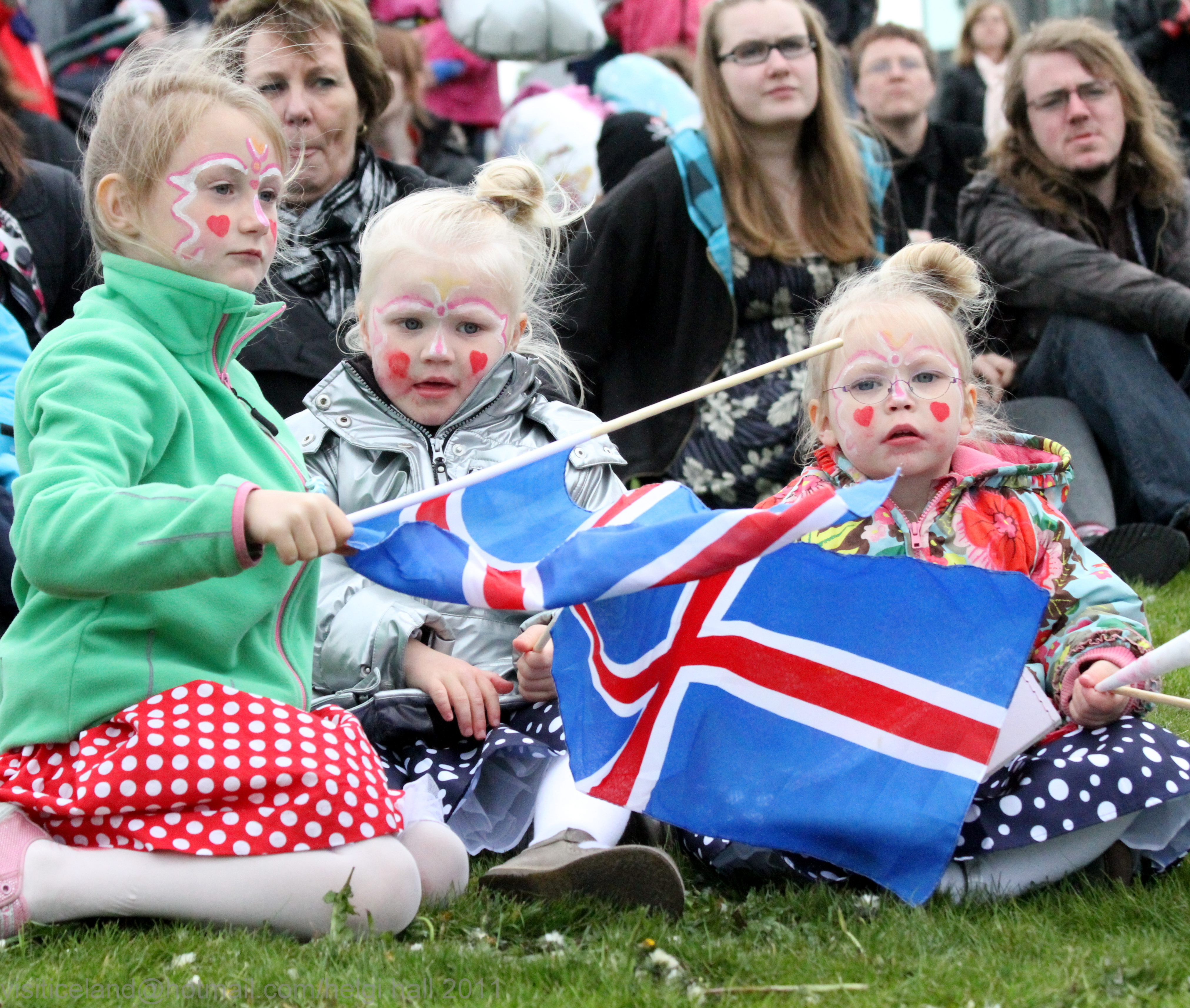
2011 рік
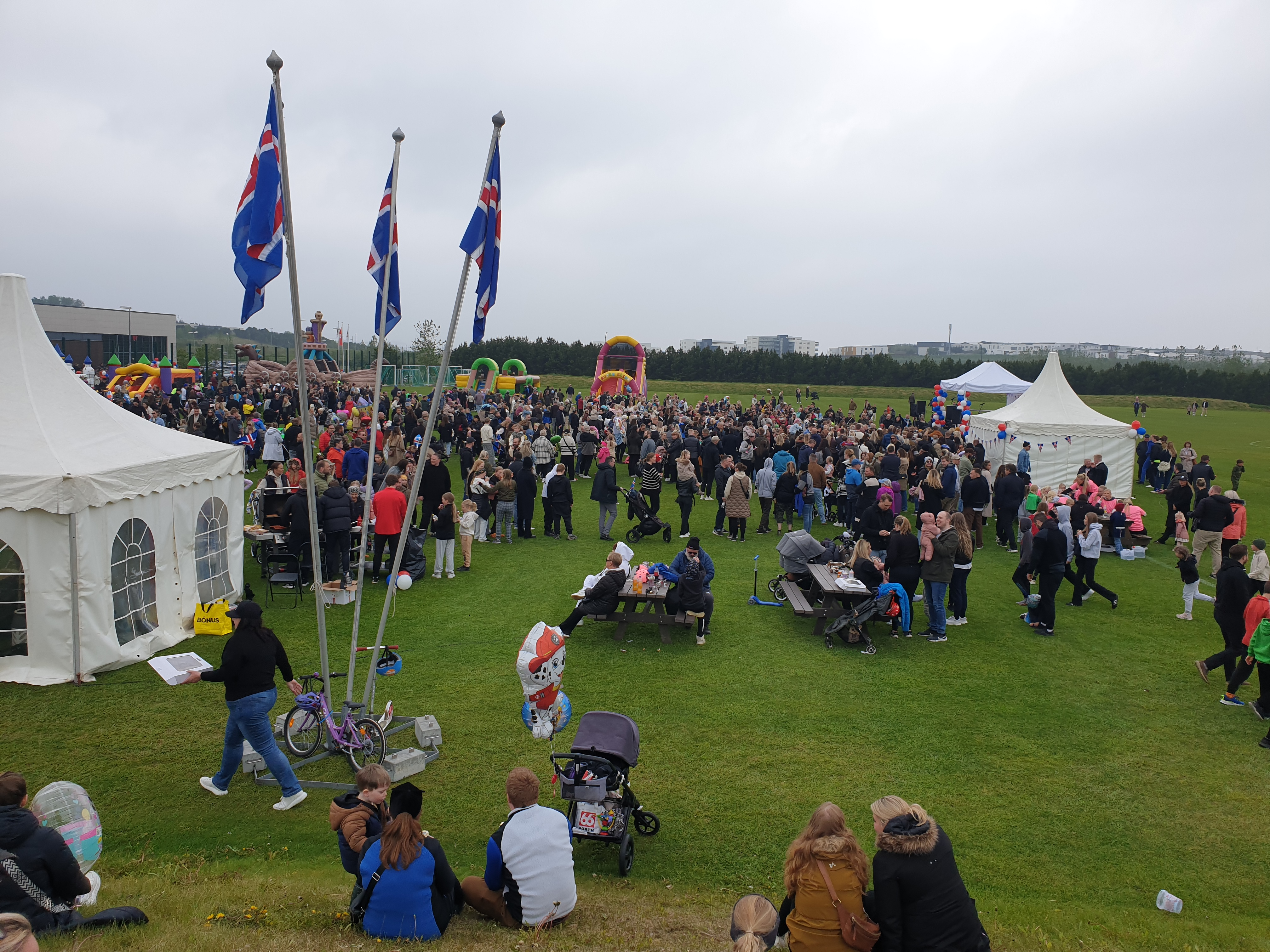
2024 рік